# Möhne-Westerwald-Weg
Der Möhne-Westerwald-Weg ist ein 136 Kilometer langer Wanderweg des Sauerländischen Gebirgsvereins (SGV).
Er führt von der Möhnetalsperre über Hüsten, Amecke, Wildewiese, Attendorn und Siegen  nach Betzdorf. Der Wanderweg verläuft durch das zentrale Sauerland bis Betzdorf, dem nördlichen Tor zum Westerwald.
Der Wanderweg fällt in die Kategorie der Hauptwanderstrecken des SGV und besitzt wie alle anderen Hauptwanderstrecken als Wegzeichen das weiße Andreaskreuz X, an Kreuzungspunkten um die Zahl 24 erweitert.